# Scripturalisme
 (août 2016).
Le scripturalisme se dit d'une attitude religieuse refusant de tirer d'autres commandements religieux que ceux existant dans les textes sacrés. Les traditions orales ou interprétatives apportant des commandements additionnels sont donc rejetées.
Cette notion est principalement utilisée dans les religions abrahamiques. De nos jours, les principaux mouvements scripturalistes sont le karaïsme dans le judaïsme, le protestantisme dans le christianisme et le coranisme dans l'Islam.
Concernant le christianisme et du judaïsme, le scripturalisme se fonde sur quelques citations de la Bible comme « Maintenant, Israël, écoute les lois et les ordonnances que je vous enseigne. [...] Vous n’ajouterez rien à ce que je vous prescris, et vous n’en retrancherez rien [...]. », ou « la Torah et la Mitzva que J'ai écrites ».

## Le scripturalisme dans le judaïsme
Dès avant l'ère chrétienne se sont affrontées deux conceptions. Pour le mouvement des pharisiens, il existait une Torah orale donnée à Moïse sur le mont Sinaï en même temps que la Torah écrite. Celle-ci ne contredirait donc pas l'injonction « Vous n’ajouterez rien à ce que je vous prescris ». On trouve dans cette Torah orale (compilée aux IVe et Ve siècles dans les deux Talmuds) des commandements additionnels et des interprétations de passages peu clairs de la Bible hébraïque.
Certains courants juifs ou apparentés aux judaïsme ont par contre refusé cette Torah orale, et se sont reposés sur le seul texte biblique. On peut citer :
- les samaritains, un mouvement apparu à une date mal définie, mais au plus tard au IVe siècle av. J.-C. ;
- les sadducéens, le courant incarné par les prêtres du temple de Jérusalem avant la destruction de celui-ci en 70 apr. J.-C. ;
- les karaïtes, un courant identifié au VIIIe siècle.

D'autres courants mal connus, évoqués par le Talmud, semblent également avoir existé.
Plus récemment, on note l'apparition au XIXe siècle des courants dits du judaïsme réformé. Ceux-ci ont à l'origine rejeté le Talmud dans une attitude typiquement scripturaliste. Avec le temps, ce rejet s'est estompé, et différentes sensibilités sont apparues, qui donnent une valeur allant de limitée à importante à la loi orale. Celle-ci n'est cependant pas aussi sacralisée que dans le judaïsme orthodoxe.
Malgré le rapport à la seule écriture, les courants ci-dessus ont pu avoir des positions assez différentes. Cela est dû soit à des interprétations du texte biblique en opposition, soit à des divergences sur ce qu'est l'écriture. Ainsi les sadducéens rejetaient la résurrection des morts, plus tard acceptée par les karaïtes, car les sadducéens rejetaient les livres des prophètes faisant mention de cette résurrection.

## Le scripturalisme dans le christianisme
Le christianisme primitif n'a pas repris la loi orale du judaïsme pharisien du Ier siècle, lors de son apparition. Il est donc à l'origine un courant qu'on peut qualifier dans une certaine mesure de scripturaliste. Dans une certaine mesure seulement, car le rejet des règles rituelles définies dans le lévitique (comme l'interdiction du porc, les règles du sacrifice...) amorce le début d'une tradition interprétative n'hésitant pas à remettre en cause certains aspects du texte.
Avec le temps, les Églises chrétiennes se sont dotées de normes d'interprétations du texte biblique et de coutumes qu'elles ont eu tendance à sacraliser. 
C'est contre cette démarche que s'est élevé le protestantisme au XVIe siècle. Celui-ci a ainsi contesté le culte des saints, la prééminence du pape, l'existence du purgatoire, l'existence des ordres religieux, tous points essentiels de la foi catholique, mais totalement absents des écritures chrétiennes (Ancien Testament et Nouveau Testament). Les protestants ont souhaité revenir à une interprétation plus littérale des textes sacrés.
En Europe orientale, les Moloques, ou Molokans ont adopté des attitudes scripturalistes, en mettant en œuvre par exemple les prescriptions du lévitique généralement ignorées des autres chrétiens.

## Le scripturalisme dans l'islam
Dans l'islam, le coranisme désigne les mouvements scripturalistes qui basent leurs pratiquent uniquement sur le Coran, rejetant l'ensemble des hadiths. En effet en islam, il existe deux principaux textes religieux : 
- Le Coran, que tous mouvements musulmans reconnaissent comme d'essence divine (Allah aurait dicté à Mahomet son contenu, qui l'aurait récité à ses proches, ces derniers l'ayant alors retranscrit plus tard dans un ouvrage qui sera nommé le Coran)
- Les hadiths, qui sont de courts textes formalisés tardivement par des proches de Mahomet et qui contiendrait des réflexions et analyses du prophète de l'islam sur différents sujets. Ce sont ces textes, de nature orale et non divine, que les mouvements coranistes rejettent.

Par exemple concernant la prière musulmane (en arabe al salat), les musulmans non-scripturalistes disent que la femme qui a ses règles ne peut pas effectuer la prière car bien que le Coran ne fasse pas mention d'un tel interdit, il existe un hadith rapporté par al-Boukhari dans son ouvrage Al-Jâmi'us-Sahih (hadith 1951) et par Mouslim selon lesquels Mahomet aurait dit « La femme, lorsqu'elle a ses menstrues, doit cesser de faire la prière et doit cesser de jeûner. C'est en cela que sa religion s'en trouve amoindrie. ».
En revanche, les musulmans scripturalistes partagent le fait que le Coran ne contient pas cet interdit et qu'en conséquent ce dernier étant la seule source légitime, rien ne s'oppose donc à ce que la femme prie lorsqu'elle est menstruée.
Outre le coranique, l'ancienne école dite zāhirite d'Ibn Hazm; l'approche du grand mystique Ibn ʿArabi, ou encore celle des mu'tazilites; toutes ces approches peuvent être rattachées au scripturalisme. Même si ces écoles ne rejettent pas complètement le hadith. Mais ils les subordonne au Coran.    

## Limites du scripturalisme
En pratique, les courants scripturalistes des religions fondées sur la Bible ont fait des interprétations de passages peu clairs de ce texte, développant ainsi une tradition religieuse non strictement fondée sur l'écriture.
Les chrétiens, même les plus scripturalistes des protestants, considèrent presque toujours que les lois religieuses (par exemple alimentaires) de l'Ancien Testament sont annulées, et ne les pratiquent donc pas. On a cependant vu des groupes chrétiens anciens (ébionites) ou modernes (judaïsme messianique) reprendre les lois juives de l'Ancien Testament, comme la circoncision ou les lois alimentaires, afin d'être au plus près du texte. Mais cette fidélité peut poser certains problèmes, même dans une optique structuraliste, puisque certains textes se contredisent. Il en va ainsi des épitres de Paul rejetant les lois juives du Lévitique. Raison pour laquelle les ébionites rejetaient les écrits de Paul.
Les karaïtes ont résolu la contradiction entre le respect du texte et ses inévitables interprétations en indiquant que toutes les interprétations étaient susceptibles de remise en cause, qu'elles étaient indispensables mais évolutives tant que le texte était respecté. 
Les protestants ont généralement relativement bien accepté l'existence d'interprétations différentes, donnant naissance à une riche gamme de groupes religieux. Certains groupes ont cependant eu tendance à sacraliser leur interprétation des textes, et à excommunier les autres groupes protestants, figeant ainsi une interprétation religieuse non strictement littéraliste.